# Jack Tramiel
Jack Tramiel (oprindeligt Jacek Trzmiel, 13. december 1928 – 8. april 2012) var en polsk-født, amerikansk forretningsmand, der var bedst kendt for at have stiftet Commodore International, der blandt andet fremstillede en af de første udbredte hjemmecomputere, Commodore 64.
Tramiel blev født i Łódź, Polen, hvor han sammen med sin jødiske familie blev anbragt i byens ghetto efter den tyske invasion af Polen i 1939. Senere kom familien til koncentrationslejren Auschwitz, hvor Jacek efter at være blevet undersøgt af dr. Josef Mengele blev udvalgt til et arbejdshold. Han blev befriet af amerikanske tropper i april 1945, og to år senere emigrerede han til USA. Her kom han i hæren og lærte at reparere kontormaskiner, herunder skrivemaskiner. 
I 1953 købte han en butik i Bronx, hvor han tilbød reparation af skrivemaskiner; butikken fik navnet Commodore Portable Typewriter. To år senere indgik han en aftale med et tjekkoslovakisk firma om at sælge deres skrivemaskiner i USA. Da Tjekkoslovakiet var medlem af Warszawapagten, kunne man imidlertid ikke handle direkte med USA, og Tramiel oprettede firmaet Commodore Business Machines i Toronto, der skulle fungere som mellemstation. 
I 1962 blev Commodore børsnoteret, men i de år oplevede det amerikanske skrivemaskinemarked stor konkurrence fra japanske firmaer. Commodore satsede derfor også på at sælge mekaniske regnemaskiner, der solgte godt, indtil japanerne også på dette område blev hårde konkurrenter. Tramiel rejste nu til Japan for at se, hvordan japanerne bar sig ad med at skabe så konkurrencedygtige apparater. Her stiftede han for første gang bekendtskab med digitale regnemaskiner, og han forudså, at dette måtte være fremtiden. 
Commodore lancerede nu den digitale regnemaskine i USA, og markedet var klar til den. Imidlertid var deres maskiner baseret på integrerede kredsløb fra Texas Instruments, og Texas fandt efterhånden ud af, at de selv ville ind på markedet for regnemaskiner, så de udsendte deres egne modeller til en pris under Commodores. I stedet gik Commodore sammen med MOS Technologies, hvis chefdesigner overbeviste Tramiel om, at næste skridt i udviklingen var computere. Da firmaet derpå fremstillede sin første mikrocomputer med MOS Technology 6502-processoren og præsenterede den på en udstilling i 1977, tog begivenhederne for alvor fart. Computeren med navnet Commodore PET blev en stor succes, i første omgang i Europa, og især på uddannelsesområdet, hvor det var en stor fordel, at maskinen var fuldt funktionsdygtig fra fabrikken. 
PET'en blev efterfulgt af Commodore VIC-20 og ikke mindst Commodore 64, hvor der af sidstnævnte blev solgt adskillige millioner eksemplarer. I denne periode udtalte Tramiel den senere berømte sætning: "We need to build computers for the masses, not the classes."
I 1984 trak Tramiel sig ud af Commodore, og efter en kort periode dannede han Tramiel Technology, der efter opkøb af Warner Communications' forbrugergren, Atari Inc., blev omdøbt til Atari Corporation. I slutningen af 1980'erne overlod Tramiel ledelsen af firmaet til sin søn Sam Tramiel. Da denne i 1995 fik et hjertetilfælde, trådte Jack Tramiel igen til og påtog sig ledelsen af den oversøiske afdeling. I 1996 blev Atari slået sammen med Jugi Tandon Storage til JTS Corporation, hvor Tramiel blev medlem af bestyrelsen. 
I begyndelsen af 1990'erne var Tramiel aktiv i skabelsen af United States Holocaust Memorial Museum, der blev indviet i 1993 i Washington D.C.